# Gorshey

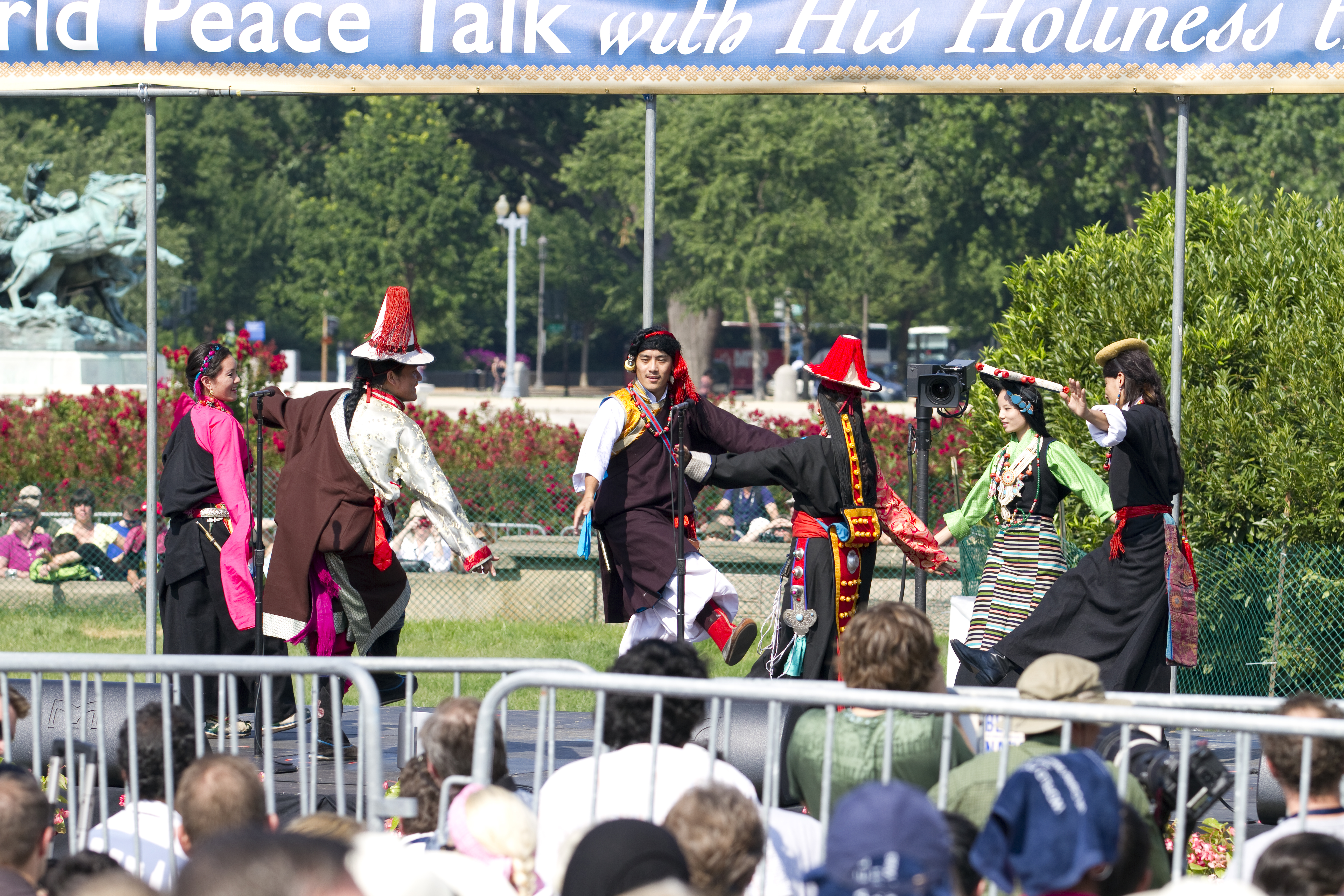
Danseurs tibétains (Washington DC, 9 juillet 2011)

Le gorshey (tibétain : སྒོར་གཤས, Wylie : sgor gshas), est un type de danse et musique tibétaine traditionnelle.
La danse gorshey est une danse en cercle, dansée sur un rythme de huit temps qui s’accélère. Les pas consistent en une série de trois pas puis un kick, ou un saut sur un pied suivi d'un pas avec l'autre. Les bras ont des mouvements de balancement. Une fois que le cercle a démarré, de nouveaux danseurs peuvent le rejoindre et ainsi le faire grandir. Les danseurs tournent dans le sens inverse des aiguilles d'une montre. La danse est accompagnée de chants. Les danseurs portent parfois un costume traditionnel caractérisé par des manches très longues. Lors des danses, les femmes portent parfois des talons afin de faire plus de bruit en exécutant les pas. Le gorshey peut-être accompagné de musique traditionnelle, notamment jouées avec un tambour tibétain rnga. La danse peut être dansée en particulier lors d'évènements comme Losar (nouvel an tibétain), l'anniversaire du dalaï-lama, ou un mariage.
Le gorshey est très populaire dans la diaspora tibétaine, car c'est un moyen de préserver la culture et les traditions tibétaines, mais également un moyen pour les individus de se sentir intégrés dans leur communauté. Ainsi, à Toronto, des gorshey nights sont organisée par le Gangjong Choedenling, centre culturel tibétain canadien, et la Tibetan women association (association des femmes tibétaines). Ces danses, très populaires en particulier chez les personnes âgées, rassemblent plusieurs générations. Pour les plus jeunes, cela permet de se reconnecter avec la culture tibétaine de laquelle ils peuvent se sentir éloignés, car l'événement est inclusif et les danseurs ne se sentent pas jugés,. Ces danses sont considérées comme un art, mais également une forme de solidarité dans la communauté et un moyen de manifestation. La danse gorshey devient alors une contribution à Lhakar, mouvement de résistance tibétain. Cela a conduit la pratique de la danse à être interdite à certains endroits, notamment dans les espaces publics de villes chinoises.
Le gorshey a été décrit par la danseuse chinoise Dai Ailian comme provenant des danses chinoises de la dynastie Tang (618-907), ce qui est réfuté et critiqué par les défenseurs de la culture tibétaine, pour qui cette affirmation est une propagande chinoise visant à s'approprier la danse gorshey, qui est issue d'une ancienne tradition tibétaine. Dai Ailian a étudié le gorshey et a utilisé la labanotation pour étudier les mouvements de la danse.

## Filmographie
- Le gorshey est représenté dans des films du botaniste Joseph Rock (1884-1962)